# Temporada 1949-50 de l'NBA
La temporada 1949-50 de l'NBA fou la quarta de la història de la lliga, i la primera en la que oficialment es feia servir la denominació NBA. El Minneapolis Lakers fou el campió després de guanyar al Syracuse Nationals per 4-2.

## Classificacions
Divisió Est
| Equip                 | V  | D  | %V   | P  |
| --------------------- | -- | -- | ---- | -- |
| Syracuse Nationals    | 51 | 13 | ,797 | -  |
| New York Knicks       | 40 | 28 | ,588 | 13 |
| Washington Capitols   | 32 | 36 | ,471 | 21 |
| Philadelphia Warriors | 26 | 42 | ,382 | 27 |
| Baltimore Bullets     | 25 | 43 | ,368 | 28 |
| Boston Celtics        | 22 | 46 | ,324 | 31 |

Divisió Central
| Equip                      | V  | D  | %V   | P  |
| -------------------------- | -- | -- | ---- | -- |
| Minneapolis Lakers C       | 51 | 17 | ,750 | -  |
| Rochester Royals           | 51 | 17 | ,750 | -  |
| Chicago Stags              | 40 | 28 | ,588 | 11 |
| Fort Wayne Zollner Pistons | 40 | 28 | ,588 | 11 |
| St, Louis Bombers          | 26 | 42 | ,382 | 25 |

Divisió Oest
| Team                   | W  | L  | PCT  | GB |
| ---------------------- | -- | -- | ---- | -- |
| Indianapolis Olympians | 39 | 25 | ,609 | -  |
| Anderson Packers       | 37 | 27 | ,578 | 2  |
| Tri-Cities Blackhawks  | 29 | 35 | ,453 | 10 |
| Sheboygan Redskins     | 22 | 40 | ,355 | 16 |
| Waterloo Hawks         | 19 | 43 | ,306 | 19 |
| Denver Nuggets         | 11 | 51 | ,177 | 27 |

* V: Victòries
* D: Derrotes
* %V: Percentatge de victòries
* P: Diferència de partits respecte al primer lloc
* C: Campió

## Estadístiques
| Categoria                   | Jugador       | Equip                  | Mitjana/% |
| --------------------------- | ------------- | ---------------------- | --------- |
| Punts per partit            | George Mikan  | Minneapolis Lakers     | 27,4      |
| Assistències per partit     | Andy Phillip  | Chicago Stags          | 5,8       |
| Percentatge de tirs de camp | Alex Groza    | Indianapolis Olympians | 47,8%     |
| Percentatge de tirs lliures | Max Zaslofsky | Chicago Stags          | 84,3%     |

## Premis
- Primer quintet de la temporada
  - Max Zaslofsky, Chicago Stags
  - Bob Davies, Rochester Royals
  - Alex Groza, Indianapolis Olympians
  - George Mikan, Minneapolis Lakers
  - Jim Pollard, Minneapolis Lakers

- Segon quintet de la temporada
  - Fred Schaus, Fort Wayne Zollner Pistons
  - Frank Brian, Anderson Packers
  - Al Cervi, Syracuse Nationals
  - Ralph Beard, Indianapolis Olympians
  - Dolph Schayes, Syracuse Nationals